# Atlihuetzia

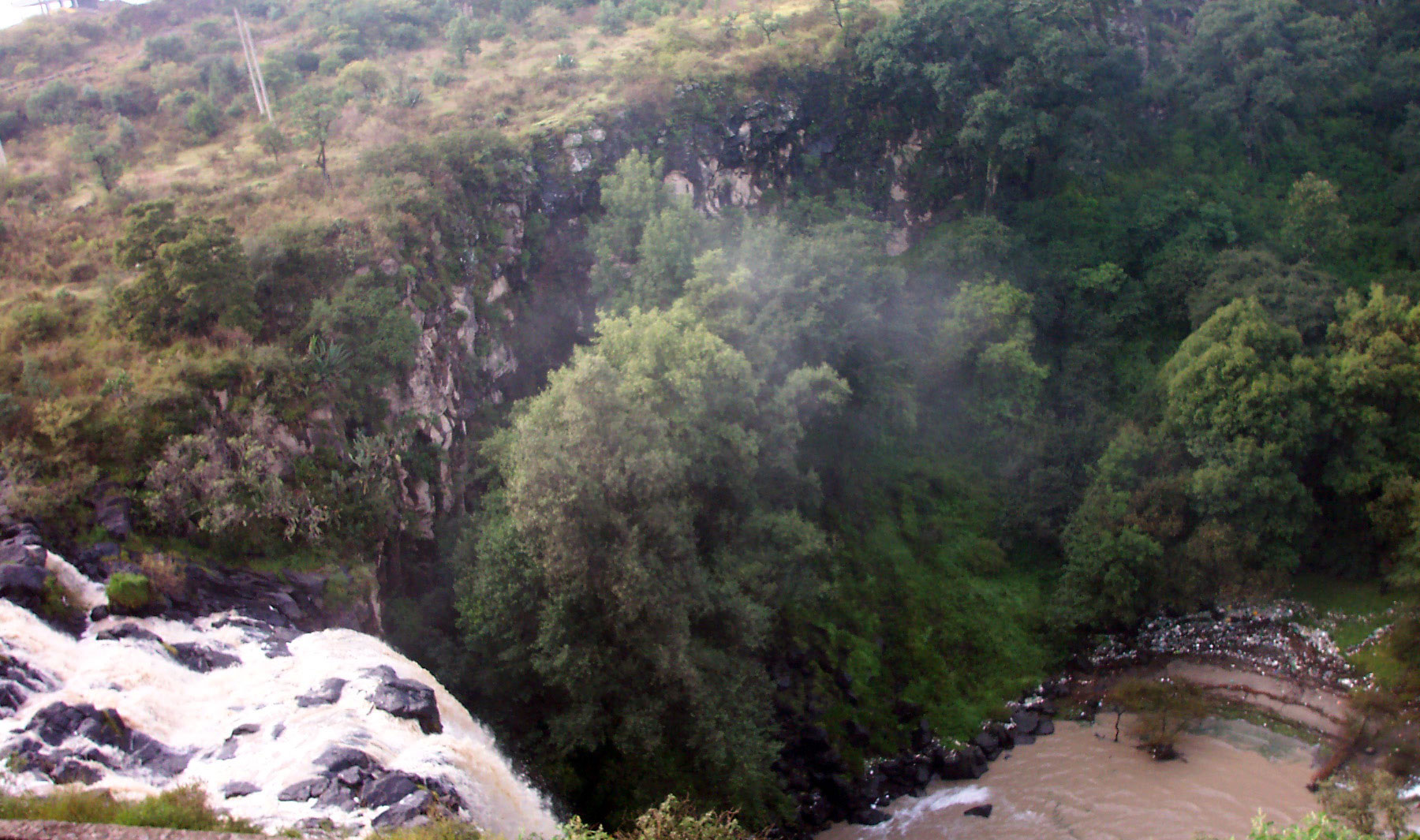
Cascada de Atlihuetzia

Santa María Atlihuetzian es una comunidad del municipio de Yauhquemehcan, perteneciente al distrito local tlaxcalteca número V y número III de los Distritos electorales federales de México, en el estado de Tlaxcala en México. El nombre proviene del vocablo Atli-huetzian que significa "lugar de caídas del agua" o "lugar donde caen las aguas" por encontrase ahí dos cascadas del Río Zahuapan .

## Historia

### Época Precolombina

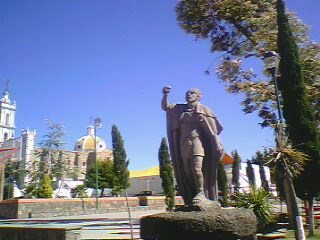
Acxotecalt último cacique de Atlihuetzian

Antes del 8000 a. C. se asentaron en el lugar grupos de indígenas provenientes de Chiapas, con ellos venía el señor Tizatlan quien fundó uno de los 4 señoríos de Tlaxcala y en Atlihuetzia se estableció uno de los 3 señoríos menores siendo el último Acxotecatl. De esta forma a su paso dejaron en el lugar pinturas rupestres que se encuentran aun en el poblado y pequeños objetos como plumas, huesos y cuernos.

### Papel de Atlihuetzia durante la Conquista y después
En la llegada de Hernán Cortés se construyó el "Puente de la conquista" la cual se narra es el último puente que construyó Cortés a su paso por México para la Conquista de América y que continúa en pie.
A la llegada de Cortés, el cacique de Atlihuetzia: Acxotecatl. Se reunió con él y así llevó a Hernán Cortés ante Xicohténcatl respondiendo este de manera negativa eliminando el apoyo de la República de Tlaxcallan que solo sería acreditado mediante una batalla. Por ello Acxotecatl preparó los ejércitos y comenzó el periodo de guerras internas contra el ejército español, que gracias al conocimiento sobre el manejo de los metales venció de manera rápida a los tlaxcaltecas y al igual que otras culturas del México prehispánico terminarían por sublevarse ante los conquistadores. Terminadas las batallas el gran cacique de Atlihuetzian habló privado con Cortes para otorgarle al igual que el resto del pueblo tlaxcalteca "privilegios" que durarían hasta la disolución del Señorío Menor (1527)
Muñoz Camargo cronista de Tlaxcala relata que al terminar las batallas con el Imperio Mexica, Cortés le regaló una imagen de la Virgen María a Acxotecatl conocida como "la conquistadora". Y que dado a la religión del Politeísmo practicada por el cacique este nunca la vio como una figura de divinidad. Por lo cual durante las fiestas(conocidas como nexcuitillis) que se organizaban en el templo de Atlihuetzia, Acxotecatl la bailaba y era objeto de burla, por lo cual frailes terminarían arrebatándosela y dejándola en Chococáman y luego trasladada al Convento de las llagas de San Francisco.
Acxotecatl a su regreso a Atlihuetzia se percató de los inicios de la Evangelización en la Nueva España donde permaneció siendo un cacique. Después de que su hijo Cristóbal lo provocara para que convirtiera al Catolicismo y dejara a los ídolos, Acxotecatl se hartó y le dio martirio a su hijo despertando en la población católica evangelizada  miedo a que les pasara lo mismo. Más tarde Cortés trazo lo que hoy sería el Ex Convento de Santa María de la Concepción Atlihuetzia (Tlaxcala) derrumbando la gran pirámide de Acxotecatl. 
Con esto Acxotecatl perdió su poder pero continuo con sus privilegios, sin embargo la comunidad católica en Atlihuetzia, no perdonaba lo que había provocado a Cristóbal. Tiempo más tarde Acxotecatl cometió otro crimen asesinado a un español del cual los archivos no tienen referencia, con ello Acxotecatl fue hecho preso y condenado a la pena de muerte. No sé tienen registros, si se cumplió la condena.

## Localización y colonias
Se localiza al sur del municipio Apizaco entre el Altiplano de Tlaxcala, tiene una conexión muy importante por todo el estado. Ya que en la carretera la Y convergen día con día cargamentos y personas provenientes de la Ciudad de México,Puebla, Veracruz entre otras localidades. 
Sus colonias(barrios o departamentos) son Chimalpa, El Llano, Atencingo, Tepenacasco y Tepoxtla.

## Arte sacro
A la caída de México-Tenochtitlan, frailes franciscanos extienden la Evangelización en América y en Atlihuetzia se construye el Ex Convento de Santa María de la Concepción Atlihuetzia (Tlaxcala) que fue el primero en tener torre en Latinoamérica. Se cerró en 1714 pero reabrió en 2006. También cuenta con una iglesia advocada a la Inmaculada Concepción, ya que cuando se cerró el ex-convento (1714-2006) no existían templos católicos en ese lugar y se mandó construir uno, este en su fachada cuenta con esculturas de diferentes santos, entre ellos San Pedro, Santa Ana y San Joaquín. Se conservan túnicas de sacerdotes y pinturas en óleo de Juan Díaz (capellán).
Según expertos dentro del templo de la Templo de la Inmaculada Concepción de Atlihuetzia y al lado de la imagen mariana de la misma advocación esta otra imagen tridimensional de advocación mariana pero data de 1600 d. C. traída por monjes españoles de una expedición a las Filipinas, y tiene un tallo de madera en cedro con pinturas hechas a base de flores junto con detalles de un rostro asiático y mestizo de color.

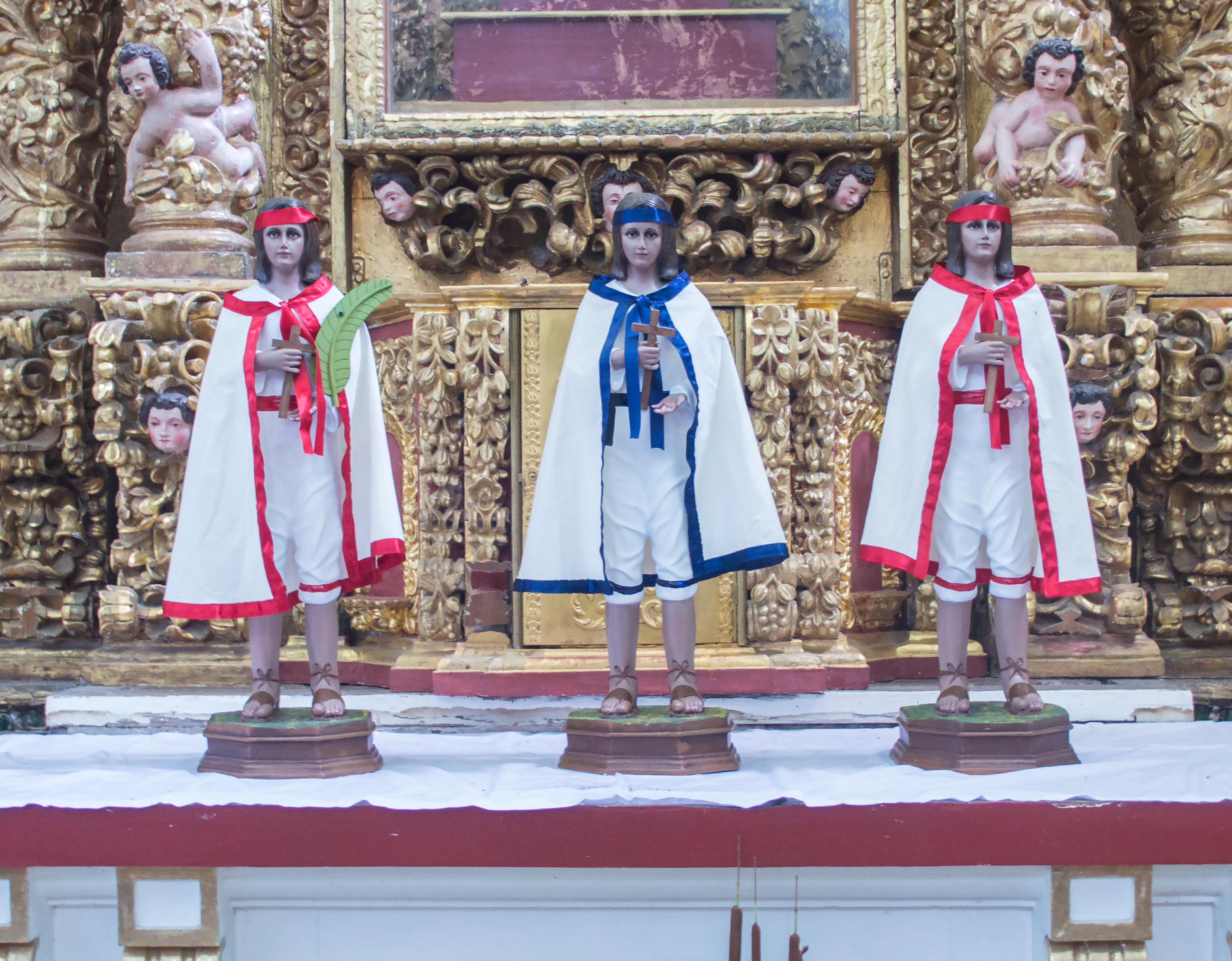
Niños Mártires

## Festividades

### Día de los niños mártires
Una de las principales festividades es el día de los Niños Mártires de Tlaxcala que se celebra el día 23 de septiembre y con niños un domingo antes. Llegan a reunirse más de 5 000 personas y 2 000 niños.

### Feria del pueblo
Es tradición hacer la feria del pueblo en los días que se festeja a la Santa Patrona de la Comunidad la Virgen de la Inmaculada Concepción, que cuenta con unos 2 000 asistentes. Los preparativos para recibir esta fecha comienzan por lo menos desde un mes antes. Durante algunos días se realizan las tradicionales “Luminarias” que son verbenas populares en el atrio de la iglesia. Estas se inician con una Misa Solemne, posteriormente se comparte el pan y la sal y se escuchan algunos cánticos populares y religiosos.

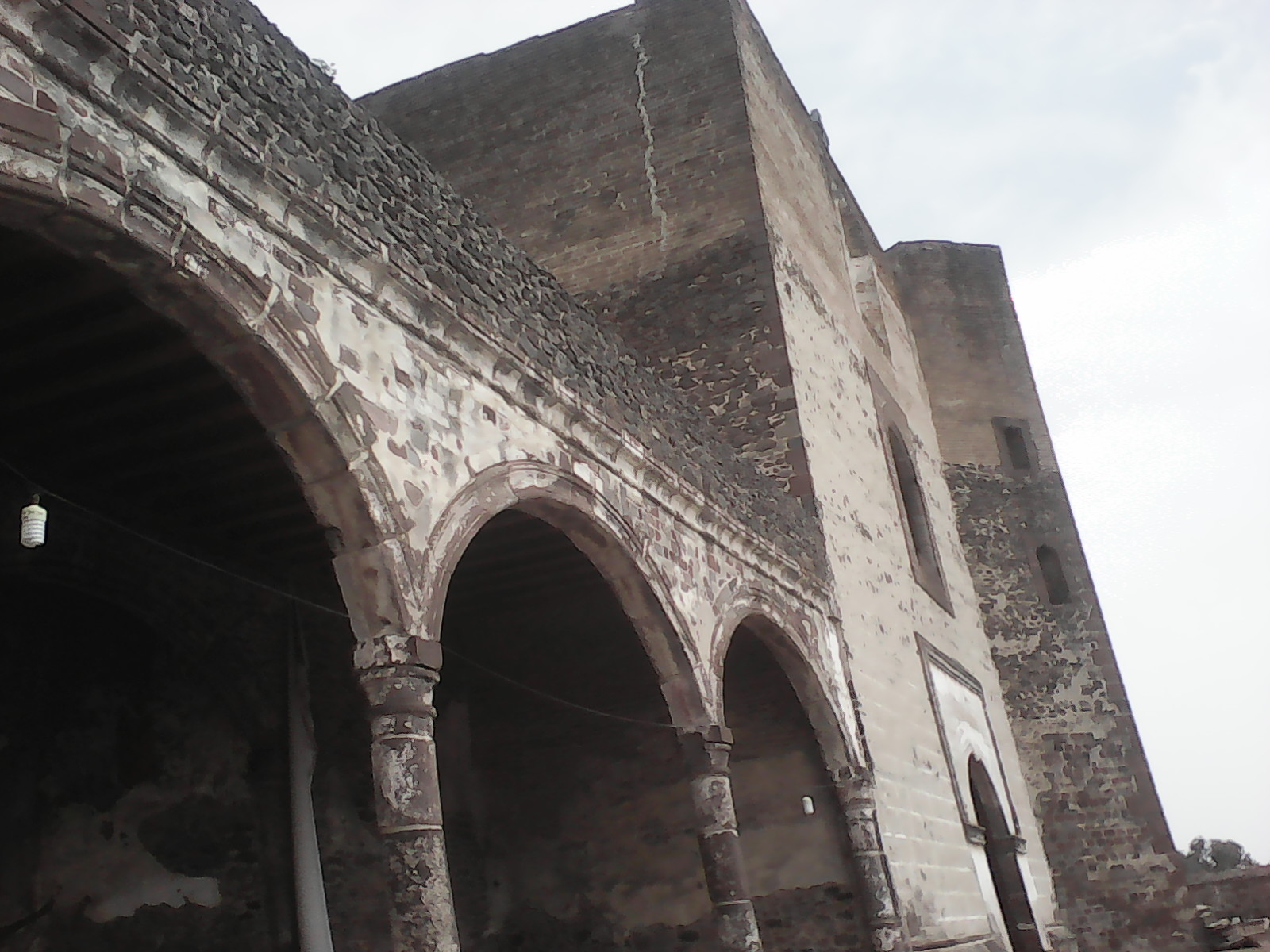
Exconvento de la Inmaculada Concepción de la Virgen María en Atlihuetzia

En lo civil, se instalan juegos mecánicos y puestos de feria. Desfiles, concursos de canto, gallos, bailes, vaquillas, enriquecen esta celebración. Donde toda la comunidad es partícipe y procura vivir la fiesta en su máximo esplendor. 

## Educación
La educación en Atlihuetzia es primordial desde los 3 años en adelante. Los índices de alfabetización en las personas menores de edad son de 98.8%, en las personas adultas son de 85.4% y en las personas adultas mayores son de 46.5%.
Provocando así que las cifras den indicios que en Atlihuetzia el rezago educativo por parte de personas adultas mayores es bastante significativa y se han implantado talleres por parte del SEP.
Dentro de las escuelas públicas significativas se encuentran:
Escuela Primaria Benito Juárez: Fundación desde 1863
Jardin de Niños Guadalupe Bernal de Cuéllar: Fundación desde 1965
Telesecundaria Acxotecatl: Fundación desde 1995
Dentro de las escuelas privadas significativas se encuentran:
Seminario de la Diócesis de Tlaxcala: Fundación desde 1962
Instituto Padre Juan Díaz: Fundación desde 2016

## Sociedad y cultura
Atlihuetzia se hace llamar a sí mismo "Cuna del Carnaval". Sus danzas y festivales lo caracterizan de especial manera, el pueblo vive con un estilo muy tradicionalista del siglo XIX.
A pesar de ser un pueblo con tranquilidad existen días en que el pueblo convive y sale de fiesta, se conoce a Atlihuetzia por tener una cultura desde tiempos inmemorables, muchas películas y series han sido grabadas en Atlihuetzia entre ellas la más popular "El mil usos" donde se hace popular la comunidad por los famosos argumentos.
-!Y tu¡¿De donde eres?
-Histe yo soy de Atlihuetxia de por Tlascala.
Esta frase para muchos sectores fue un aspecto ofensivo pero para otros reflejaba la realidad entre un antiguo pueblo agricultor y una gran ciudad como lo es la Ciudad de México. Además hizo énfasis en la marginalidad vivida por muchas comunidades durante el siglo XX, sin embargo hoy para Atlihuetzia es una frase icónica que les recuerda su elección durante el filme de esa película.

### Religión
| Iglesia Católica | Testigos de Jehová | Iglesia Metodista | Iglesia Evangélica |
| ---------------- | ------------------ | ----------------- | ------------------ |
| 90%              | 5.9%               | 2.2%              | 1.9%               |

En esta tabla se resalta la influencia de religiones en Atlihuetzia. Aunque la iglesia católica se ha visto desfavorecida desde las últimas décadas se aprecia un ligero retorno de personas a la misma y la caída de Testigos de Jehová y de la Iglesia Metodista. Pero el alza en instituciones como la Iglesia Evangélica.

## Pueblo o municipio
Se buscó ser municipio en 1990, ya tenía todo para serlo pero el acta debilitó a causa de una trifulca entre Amaxac (pueblo vecino) y Atlihuetzian por una disputa sobre una unidad deportiva. Pasada las trifulcas se iba a firmar el acta, pero el presidente de comunidad no se presentó a firmar ya que personas de Amaxac lo estaban emboscando. Actualmente es parte de Yauhquemehcan y aún conserva esperanzas de ser municipio.

## Anuncio del rescate del Ex-Convento y de la Cascada de Atlihuetzia
Aunque no se cuenta todavía con un proyecto ejecutivo, un cálculo de la inversión, ni la reflexión del tiempo que llevarían los trabajos, el obispo, Francisco Moreno Barrón, aseveró que ya se han tenido acercamientos con autoridades del Instituto Nacional de Antropología e Historia (INAH) y del Consejo Nacional de la Cultura y las artes (Conaculta). "El sol de Tlaxcala"
Del mismo modo el Alcalde de Yauhquemehcan pronunció: "Es prioridad de mi gobierno que la cascada que esta en Atlihuetzia. Sea limpiada y puesta al orden publico"